# Коли опускається ніч
«Коли опускається ніч» (англ. When Night is Falling) — канадська мелодрама 1995 року, поставлена режисеркою Патрицією Роземою. Прообразом фільму стала стрічка «Усе, що дозволять небеса» 1955 року, що розповідає про жінку, що долає осудливу думку громадськості на шляху до свого кохання.

## Сюжет
Камілла (Паскаль Бюссьєр) працює в християнському коледжі викладачкою. Там само викладає її наречений — Мартін (Генрі Черні). В результаті нещасного випадку гине собака Камілли. Дівчина, не в змозі стримати почуттів, плаче в громадській пральні, чим залучає до себе увагу Петри (Рейчел Кроуфорд). Петра співчуває горю Камілли, допомагає їй зібрати речі з автомата.
Вдома Камілла виявляє, що помилково узяла речі Петри. Вона вирушає її шукати і знаходить в пересувному цирку, який зупинився в місті, де Петра працює однією з учасниць виступів. У розмові з'ясовується, що Петра навмисно підмінила речі, щоб ще раз зустрітися з Каміллою. Камілла вражена відкрито вираженими почуттями Петри і швидко йде геть. Але тепер уже Петра вирушає шукати Каміллу.
Знайомство триває і поступово Камілла закохується у відкриту життєрадісну Петру. Це викликає гостру внутрішню боротьбу в її душі, де релігійна свідомість стикається з почуттями, які пробудилися, що приводить її до висловлювань про терпиміше ставлення церкви до гомосексуальності.
Камілла пориває з нареченим, колеги також її не розуміють. Гостра криза призводить до спроби самогубства, але її вдається врятувати. Кинувши роботу, Камілла від'їжджає з цирком, вирішивши залишитися з коханою.

## У ролях
| Паскаль Бюссьєр |  | Камілла            |
| Рейчел Кроуфорд |  | Петра              |
| Генрі Черні     |  | Мартін             |
| Девід Фокс      |  | преподобний ДеБоер |

| Дон Маккеллар |  | Тімоті |
| Трейсі Райт   |  | Торі   |
| Клер Култер   |  | Тіллі  |

## Саундтрек
Автор музики Леслі Барбер. 
| #     | Назва                    | Тривалість |
| ----- | ------------------------ | ---------- |
| 1.    | «Water and Ice»          | 3:41       |
| 2.    | «Oh Bob»                 | 1:58       |
| 3.    | «Sirkus of Sorts»        | 4:41       |
| 4.    | «Life Without Music»     | 2:57       |
| 5.    | «Spin»                   | 2:59       |
| 6.    | «On the Way»             | 0:35       |
| 7.    | «The Price of Adventure» | 2:14       |
| 8.    | «In Hetrospect»          | 2:03       |
| 9.    | «Dishwashing Dream»      | 1:14       |
| 10.   | «Trapeze»                | 5:57       |
| 11.   | «Circumstance»           | 3:54       |
| 12.   | «Home»                   | 1:38       |
| 13.   | «Out of Cold»            | 7:32       |
| 14.   | «Hallelujah»             | 4:51       |
| 46:14 |                          |            |

## Визнання
| Нагороди та номінації фільму «Коли опускається ніч» | Нагороди та номінації фільму «Коли опускається ніч» | Нагороди та номінації фільму «Коли опускається ніч» | Нагороди та номінації фільму «Коли опускається ніч» | Нагороди та номінації фільму «Коли опускається ніч» | Нагороди та номінації фільму «Коли опускається ніч» |
| Рік                                                 | Кінофестиваль/кінопремія                            | Категорія/нагорода                                  | Номінант                                            | Результат                                           |                                                     |
| --------------------------------------------------- | --------------------------------------------------- | --------------------------------------------------- | --------------------------------------------------- | --------------------------------------------------- | --------------------------------------------------- |
| 1995                                                | 45-й Берлінський міжнародний кінофестиваль          | Золотий ведмідь                                     | Коли опускається ніч                                | Номінація                                           |                                                     |
| 1996                                                | Премія Джині                                        | Найкраще виконання головної жіночої ролі            | Паскаль Бюссьєр                                     | Номінація                                           |                                                     |
| 1996                                                | Премія Джині                                        | Найкраще виконання чоловічої ролі другого плану     | Девід Фокс                                          | Номінація                                           |                                                     |
| 1996                                                | Премія Джині                                        | Найкращий дизайн костюмів                           | Лінда Мьюір                                         | Номінація                                           |                                                     |
| 1996                                                | Премія товариства незалежного кіно Chlotrudis       | Найкращий актор другого плану                       | Дон Маккеллар                                       | Номінація                                           |                                                     |